# Jos Boys
Jos Boys ist Architektin, Journalistin, Autorin und Design-Aktivistin. Sie hält eine Gastprofessor für Diversität an der Fakultät für Kunst, Architektur und Design (London Metropolitan University) in London. In den 1980er-Jahren begründete sie das feministische Architektur- und Forschungskollektivs Matrix und war als Architekturjournalistin aktiv. Mit dem Projekt DisOrdinary Architecture schafft sie Räume, in denen behinderte Kunstschaffende Zugang zur Architektur und Gestaltungsprozesse bekommen.

## Leben
Jos Boys studierte an der Bartlett School UCL (damals School of Environmental Studies). Der Bachelor-Studiengang führte zu einem Abschluss in Architektur, Planung, Bauwesen und Umweltstudien. Sie hat einen Master-Abschluss in Advanced Architectural Studies (UCL 1981) und Fotografie (De Montfort University 2003). 2001 promovierte sie an der Fakultät für Stadt- und Regionalstudien der Universität Reading mit der Dissertation Concrete Visions. Re-envisioning relationships between architecture and society in the design of the English home 1830–1990.
Boys hat eine Ausbildung als Architekturjournalistin bei der Zeitschrift Building Design absolviert und arbeitete an Projekten beim Greater London Council (GLC), wo sie Leitlinien für Frauen und Planung verfasste, und beim Women's Design Service, wo sie zusammen mit den Mitbegründern Vron Ware, Sue Cavanagh und Wendy Davis als Entwicklungshelferin tätig war.
Jos Boys arbeitet am The Bartlett am University College in London. In den 1980er-Jahren war sie Mitbegründerin des feministischen Architektur- und Forschungskollektivs Matrix (Matrix feminist architecture practice) und in den 2000er-Jahren der Taking Place feminist art and architecture group. Sie ist Mitautorin von Making Space: Women and the Man-made Environment (Pluto 1984). Sie hat als Journalistin, Forscherin, Beraterin, Pädagogin und Fotografin gearbeitet und mehrere Bücher und Forschungsartikel veröffentlicht. Zuletzt war sie Mitbegründerin des DisOrdinary Architecture Project. Dieses Projekt hat zum Ziel, behinderte Kunstschaffende in die Architekturausbildung und -praxis einzubeziehen und den Zugang zu Inklusion kritisch und kreativ zu überdenken und zu hinterfragen.
Seit 2017 ist sie Gastprofessorin für Diversität und kreative Praxis an der Fakultät für Kunst, Architektur und Design in London. 2021 war sie Kuratorin der Ausstellung How We Live Now: Reimagining Spaces with Matrix Feminist Design Co-operative im Barbican Centre.

## Wirken

### Design-Aktivismus
Jos Boys engagiert sich im Design-Aktivismus, der sich auf die gemeinsame Entwicklung kritischer und kreativer Wege zur Gestaltung von Inklusion konzentriert. Sie hat zusammen mit der behinderten Künstlerin Zoe Partington das Dis/Ordinary Architecture Project (früher: Architecture Inside Out) mitbegründet. Diese kollaborative Plattform soll die Kreativität behinderter Kunstschaffender mit Architekturstudierenden, -lehrenden und -praktizierenden zusammenzubringen. Ziel des DisOrdinary Architecture Project ist, von den Unterschieden auszugehen, von der Perspektive des nicht-konformen und widerspenstigen Körper-Geistes, um besser zu verstehen, wie Praktiken und Räume wirken, um diese einigen zu ermöglichen und anderen zu behindern. Das Projekt regt dazu an Besonderheiten zu erkennen, wie sich Ungleichheiten zwischen und über Identitäten hinweg unterschiedlich auswirken, und über die Identitätspolitik hinaus Gemeinsamkeiten zu finden. Dass architektonische Prozesse und Räume auf unterschiedliche Weise zwischen und über mehrere nicht-normative Bodyminds (körperliche Beschaffenheiten) hinweg funktionieren.

### Forschungsschwerpunkte
Boys erforscht, wie alltägliche soziale, räumliche und materielle Praktiken den Rahmen dafür bilden, was normal und gewöhnlich ist. Sie arbeitet mit anderen an Design-Interventionen, die Annahmen darüber in Frage stellen, wer in Gesellschaften wertgeschätzt wird und welche nicht, sowie deren Auswirkungen in der Architektur.
In ihren Arbeiten hinterfragt sie das Denken über Gender und Gleichberechtigung in der Architektur und beschäftigt sich mit der Frage, welche Arten von Körpern von der Gesellschaft an eine Norm gebunden werden. In ihren Arbeiten weist sie auf die Notwendigkeit hin, dass körperliche Differenzen auf spezifische und ungerechte Weise durch Muster der Marginalisierung, Verunglimpfung und Diskriminierung in architektonischen Prozessen stattfinden. Zugänge und Nutzung von gebautem Raum ist nicht für alle gleichberechtigt möglich. Mit ihrer Forschung möchte sie dazu beitragen, dass die sozialen, räumlichen und materiellen Praktiken, die dazu führen, dass gewöhnliche Unterschiede in Differenzierung und Ungleichheit umgewandelt werden, beseitigt werden.
Boys schlägt vor, sich weniger darauf zu konzentrieren, den Zugang und die Inklusion von ausgegrenzten Gruppen wie Frauen, People of Color, Behinderte, LGBTQ+ usw. zu legen. Vielmehr sollen Perspektiven entwickelt werden, die die Gesellschaft, also die nicht-ausgeschlossenen Menschen, bewegen, Räume zugänglich für alle zu machen. Ziel sei es, soziale, räumliche und materielle Gerechtigkeit zu einem Kernbestandteil der Gesellschaft zu machen.
Jos Boys ist Autorin von Doing Disability Differently: an alternative handbook on architecture, dis/ability and designing for everyday life (Routledge 2014) und Herausgeberin von Disability, Space, Architecture: A Reader (Routledge 2017).

## Auszeichnungen
- 2021: Auflistung in 100 Women (BBC)

## Publikationen (Auswahl)
Herausgeberschaften
- Doing Disability Differently An alternative handbook on architecture, dis/ability and designing for everyday life. Routledge 2014, ISBN 978-13176-9382-6.
- Building Better Universities Strategies, Spaces, Technologies. Routledge 2014, ISBN 978-1-13512-756-5.
- Disability, Space, Architecture: A Reader. Routledge 2017, ISBN 978-1-31719-716-4.

Beiträge
- Rurality, gender and disability. In K. Soldatic, K. Johnson (Eds.): Disability and Rurality Identity, Gender and Belonging. Taylor & Francis 2017, ISBN 978-1-31715-031-2.
- Invisibility work? How starting from dis/ability challenges normative social, spatial and material practices. In: Frichot H,Gabrielsson C,Runting H: Architecture and Feminisms Ecologies, Economies, Technologies. Routledge 2017, ISBN 978-1-35139-620-2.
- The DisOrdinary Architecture Project: A Handy Guide for Doing Disability Differently in Architecture and Urban Design. In: The Funambulist. 2018
- Cripping spaces? On dis/abling phenomenology in architecture. In: Log 42 Phenomenology against architectural phenomenology. 2018, S. 55–66
- Call to Action: A (Little) Manifesto for Doing Dis/Ability Differently in Architecture. In: Journal of Architectural Education. Nr. 74 2020, S. 170–72
- Exploring Inequalities in the Social, Spatial and Material Practices of Teaching and Learning in Pandemic Times. In: Postdigital Science and Education. Springer Science and Business Media LLC 2022, S. 13–32